# 1993 في إيطاليا
فيما يلي قوائم الأحداث التي وقعت خلال عام 1993 في إيطاليا.

## سياسة

### تعيين في المنصب
- 28 أبريل – كارلو أزيليو تشامبي رئيس وزراء إيطاليا.
- 20 يوليو – ماتيو سالفيني member of City Council  [لغات أخرى]‏.
- 5 ديسمبر – فرانشيسكو روتيلي mayor of Rome ‏.

### انتهاء فترة المنصب
- 28 أبريل – جوليانو أماتو رئيس وزراء إيطاليا.

## أفلام
من الأفلام التي صدرت هذه السنة في إيطاليا:
- 1 يناير – بوذا الصغير من إخراج برناردو برتولوتشي.
- 28 مايو – نهاية مشوقة من إخراج ريني هارلن.

## مواليد

### يناير
- 27 يناير – أودو أباس لاعب كرة سلة إيطالي.

### فبراير
- 9 فبراير – ميشيل روزيير لاعب كرة سلة إيطالي.
- 17 فبراير – نيكولا ليالي لاعب كرة قدم إيطالي.

### مارس
- 9 مارس – ستيفانو ستورارو لاعب كرة قدم إيطالي.
- 25 مارس – ليوناردو سبينازولا لاعب كرة قدم إيطالي.

### أبريل
- 4 أبريل – لورنزو سافادوري متسابق دراجات نارية إيطالي.
- 11 أبريل – أميديو ديلا فالي لاعب كرة سلة إيطالي.
- 19 أبريل – ماتيو ماناسيرو لاعب غولف إيطالي.
- 23 أبريل – أليساندرو تونوكسي متسابق دراجات نارية إيطالي.
- 23 أبريل – جيوفاني سيفيريني لاعب كرة سلة إيطالي.

### مايو
- 12 مايو – فيديريكا دي كريسكو لاعبة كرة قدم إيطالية.

### يونيو
- 18 يونيو – جيانلوكا ماركيتي لاعب كرة سلة إيطالي.

### يوليو
- 29 يوليو – نيكولا ماريني درّاج طريق إيطالي.
- 30 يوليو – جيانلوكا كابراري لاعب كرة قدم إيطالي.

### أكتوبر
- 28 أكتوبر – أليساندرو جيورجي متسابق دراجات نارية إيطالي.
- 29 أكتوبر – نيكولو بونيفازيو دراج إيطالي.

### نوفمبر
- 28 نوفمبر – فرانشيسكو موريلو متسابق دراجات نارية إيطالي.

### ديسمبر
- 2 ديسمبر – سيسيليا سيلفيا لاعبة كرة قدم إيطالية.
- 20 ديسمبر – أندريا بيلوتي لاعب كرة قدم إيطالي.

## وفيات

### فبراير
- 20 فبراير – فيروتشيو لامبورغيني (مواليد 1916)

### مارس
- 30 مارس – باولو توديتشيني (مواليد 1920) لاعب ومدرب كرة قدم إيطالي.

### مايو
- 23 مايو – لويجي برونيللا (مواليد 1914) لاعب كرة قدم إيطالي.
- 28 مايو – أوغو لوكاتيللي (مواليد 1916) لاعب كرة قدم إيطالي.

### يونيو
- 16 يونيو – ألدو بيني (مواليد 1915)

### سبتمبر
- 24 سبتمبر – برونو بونتيكورفو (مواليد 1913)

### أكتوبر
- 31 أكتوبر – فيديريكو فليني (مواليد 1920)

### نوفمبر
- 15 نوفمبر – لوتشيانو ليجيو (مواليد 1925) مجرم إيطالي.
- 21 نوفمبر – برونو روسي (مواليد 1905)
- 26 نوفمبر – غويدو ماسيتي (مواليد 1907) لاعب ومدرب كرة قدم إيطالي.

### ديسمبر
- 30 ديسمبر – جوزيبي أوكياليني (مواليد 1907)